# Occidente y sabotaje
Occidente y sabotaje es una película española dramática dirigida por Ana Mariscal y protagonizada por Tomás Blanco, Fernando Cebrián, Ángel del Pozo y la propia Ana Mariscal. También participó en el guion junto a Agustín Valdivieso, Jaime Jimeno y Sebastián Almeida.
Se centra en un grupo de terroristas que buscan desestabilizar la paz y tranquilidad que se vive en España durante los años 60. Estos terroristas son antiguos miembros de las brigadas internacionales que lucharon en la guerra civil española del lado republicano.

## Sipnosis
Ramón (Fernando Cebrián) y Enrique (Ángel del Pozo) son un par de terroristas con un pasado en las brigadas internacionales que llegan a España con el objetivo de realizar actividades subversivas y desestabilizar el ambiente pacífico del país. Entre sus planes está un audaz intento de robo en el Banco de España, el cual sirve como un acto simbólico y práctico para financiar sus operaciones y crear caos. A medida que avanzan con sus planes se enfrentan a las fuerzas de seguridad del Estado y a ciudadanos que intentan mantener la paz. La trama se desarrolla en un tono de suspense y acción mostrando los desafíos y enfrentamientos entre los terroristas y las autoridades.

## Reparto
| Actor/Actriz      | Personaje         |
| ----------------- | ----------------- |
| Ana Mariscal      | Laura Salas       |
| Fernando Cebrián  | Ramón             |
| George Rigaud     | Comandante alemán |
| Ángel del Pozo    | Enrique           |
| Manuel Zarzo      | Carlos            |
| Adriano Domínguez | Capitán Antonio   |
| Tomás Blanco      | Coronel Franco    |
| Venancio Muro     | Pedro             |